# Robert Miller
Robert Edwin "Bob" Miller (Louisville, Kentucky, 9 de juliol de 1956) és un exjugador de bàsquet nord-americà que va jugar una temporada a l'NBA. Amb 2,08 metres d'alçada, jugava en la posició de pivot.

## Carrera esportiva
Va jugar durant quatre temporades a l'NCAA amb els Bearcats de la Universitat de Cincinnati, en les quals va aconseguir una mitjana de 12,9 punts i 9,1 rebots per partit. En 1977 va ser inclòs en el millor quintet de la Big Sky Conference, i a l'any següent al segon. Va ser triat en la 85a posició del Draft de l'NBA del 1978 pels Phoenix Suns, tot i que no va arribar a jugar. Aquell mateix estiu va fitxar pel Joventut de Badalona de la lliga espanyola per jugar a la Copa d'Europa. Després va jugar en lligues menors fins que el 1984 va fitxar pels San Antonio Spurs, amb els quals únicament va disputar dos partits, amb una mitjana de 2 punts i 2,5 rebots. Miller també va jugar durant dues temporades a l'Associació Continental de Bàsquet (CBA) amb els Louisville Catbirds i els Cincinnati Slammers. Va fer una mitjana de 9,5 punts i 11,2 rebots en 41 partits.